# HC Pilzno 1929

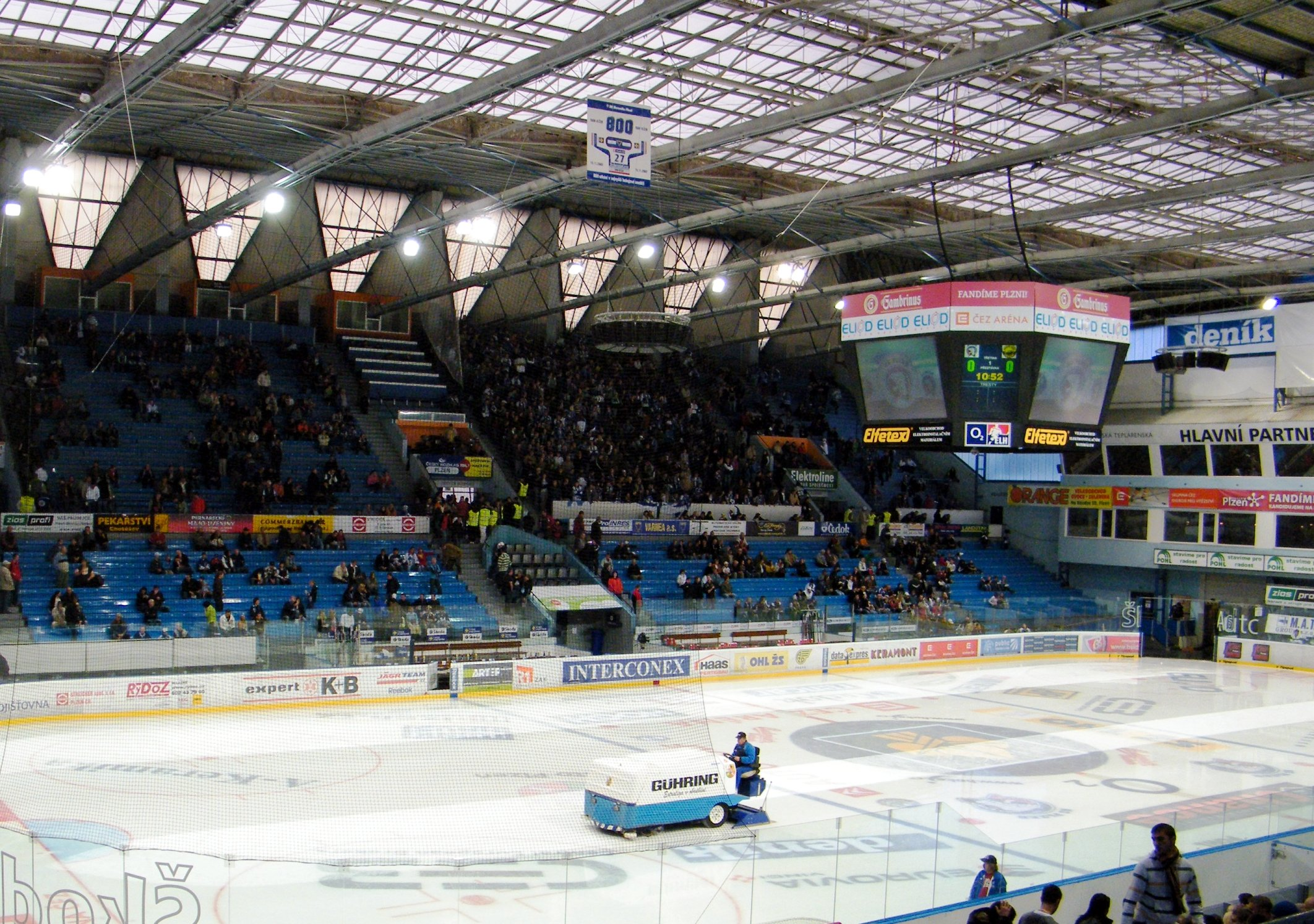
ČEZ Aréna.

HC Plzeň 1929 – czeski klub hokejowy z siedzibą w Pilźnie występujący w rozgrywkach Tipsport Extraliga (od sezonu 1993/94).
W 2009 większościowym właścicielem klubu został jego zawodnik i kapitan drużyny (do 2014), Martin Straka. Klub działa pod nazwą HC Plzeň 1929 s.r.o., jednak na potrzeby uczestnictwa w lidze występuje pod nazwą sponsorską HC Škoda Plzeň.

## Dotychczasowe nazwy
- SK Viktoria Plzeň (1929−1948)
- Sokol Plzeň IV (1948−1953)
- Spartak Plzeň LZ (1953−1965)
- TJ Škoda Plzeň (1965−1991)
- HC Škoda Plzeň (1991−1997)
- HC Keramika Plzeň (1997−2003)
- HC Lasselsberger Plzeň (2003−2009)
- HC Plzeň 1929 (2009-2012)
- HC Škoda Plzeň (od 2012)

## Sukcesy
- Srebrny medal mistrzostw Czechosłowacji: 1958, 1959, 1992
- Brązowy medal mistrzostw Czech: 2000, 2012, 2016, 2018, 2019
- Puchar Prezydenta Czeskiej Federacji Hokeja na Lodzie: 2010[2]
- Zwycięzca fazy zasadniczej European Trophy: 2011
- Złoty medal mistrzostw Czech: 2013
- Tipsport Hockey Cup: 2010